# Мангуалди (район)
Мангуалди (порт. Mangualde) — район (фрегезия) в Португалии, входит в округ Визеу. Является составной частью муниципалитета Мангуалди. Находится в составе крупной городской агломерации Большое Визеу. По старому административному делению входил в провинцию Бейра-Алта. Входит в экономико-статистический субрегион Дан-Лафойнш, который входит в Центральный регион. Население составляет 8904 человека на 2001 год. Занимает площадь 34,79 км².